# Funan Techokanaal
Het Funan Techokanaal, officieel bekend als het Tonle Bassac Navigation Road and Logistics System Project, is een voorgesteld 180 km lang kanaal in Cambodja tussen de haven van Phnom Penh en Kep en de Golf van Thailand. Een klein deel van het traject valt samen met de Mekong rivier.
Cambodja is sterk afhankelijk van Vietnamese havens, met name die van Cai Mep. Met de komst van het nieuwe kanaal neemt deze afhankelijkheid sterk af.
Volgens de bestaande plannen komen er drie dammen met schutsluizen en elf bruggen. Het kanaal wordt 100 meter breed en 5,4 meter diep. Schepen tot 3000 DWT kunnen van het kanaal gebruik maken. Als alles volgens plan verloopt komt het kanaal in 2028 in gebruik en vergt een investering van US$ 1,7 miljard.
Het project wordt volledig gefinancierd door China Road and Bridge Corporation (CRBC). CRBC zal het kanaal aanleggen en beheren en uiteindelijk overdragen aan de regering van Cambodja. Door het kanaal is de verwachting dat de Chinese invloed in het land sterk zal toenemen.
Het werk aan het kanaal is gestart op 5 augustus 2024. Kort na het begin werd het werk al weer gestopt vanwege vraagtekens omtrent de financiering van het project. In april 2025 bezocht de Chinese president Xi Jinping het land en tijdens zijn bezoek werd op 17 april een publiek-privaat partnerschapscontract getekend ter waarde van US$ 1,15 miljard om het kanaalproject te financieren. Volgens Agence Kampuchea Presse hebben investeerders van Cambodja een belang van 51% in het project en de Chinezen de rest. De oplevering van het kanaal wordt nog altijd in 2028 verwacht.
Vietnam is niet gerust op de plannen van Cambodja. Het land is met name ongerust over de mogelijke verminderde aanvoer van zoetwater naar de Mekong-delta, een belangrijk agrarisch gebied. Aanleiding hiervoor is een uitspraak van Hun Sen op 9 april 2024 dat het kanaal een belangrijke rol zal spelen voor de aanvoer van water voor irrigatiedoeleinden. Dit kan volgens Vietnam alleen door water van de Mekong te onttrekken. Cambodja overtreedt op diverse punten afspraken die in 1995 zijn gemaakt over het beheer van het water in de Mekong.